# Temnothorax oxynodis
Temnothorax oxynodis (лат.) — вид мелких по размеру муравьёв трибы Formicoxenini из подсемейства Myrmicinae семейства Formicidae. Встречаются в Неарктике: США (Калифорния). Мелкие коричневого цвета муравьи (2—3 мм). Отличаются острым угловатым сверху петиолем, мелко скульптированной верхней поверхностью головы и груди; скапус не достигает затылочных углов головы. Усики самок и рабочих 11-члениковые. Клипеус со срединным продольным килем. Проподеальные шипики на заднегруди развиты. Стебелёк между грудкой и брюшком состоит из двух члеников: петиолюса и постпетиолюса (последний чётко отделён от брюшка), жало развито, куколки голые (без кокона). Включён в видовую группу Temnothorax nitens.